# Tomoji Tanabe
Tomoji Tanabe (japanska: 田鍋 友時; Tanabe Tomoji), född 18 september 1895 i Miyakonojō, Miyazaki, Japan, död där 19 juni 2009, var lantmätare och väg- och vattenbyggnadsingenjör i sin hemstad och, under sitt sista levnadsår, den näst äldsta levande japanen efter den 43 dagar äldre Chiyo Shiraishi, och blev en av de hundra äldsta personerna någonsin såväl som en av de tio äldsta männen någonsin, trots att han som 111-åring, vid 115-årige puertoricanen Emiliano Mercado del Toros död 24 januari 2007, blev den dittills yngsta med titeln som världens äldsta verifierade levande man sedan den påstått 114 år gamla och dittills äldsta japanske mannen någonsin Denzo Ishizakis död 29 april 1999.
Tanabe var "extremt hälsosam" och åt grönsaker och drack mjölk dagligen och undvek alkohol och rökning, och antog det som hemligheten till långt liv, och sa vid 113 års ålder att han ville leva åtminstone 5–10 år till. Hans hälsa försämrades dock kraftigt vid 113 års ålder då han blev sängliggande och oförmögen att äta på grund av kroniskt hjärtproblem i maj 2009. Han avled av hjärtsvikt klockan 5 på morgonen den 19 juni, bara 13 veckor före sin 114-årsdag, och efterträddes som världens äldsta levande man av brittiske förstavärldskrigsveteranen Henry Allingham, död bara 29 dagar senare, och som Japans äldsta levande man av den senare blivande äldsta mannen någonsin Jiroemon Kimura. Tanabe fick fem söner och tre döttrar med sin hustru, som avled 1989 93 år gammal, och hade ytterligare 25 barnbarn och 54 barnbarnsbarn.